# Amazoňan jamajský
Amazoňan jamajský (Amazona collaria) je chráněný druh středně velkého ptáka z čeledi papouškovitých, z rodu amazoňan. Jedná se o endemita Jamajky.

## Taxonomie

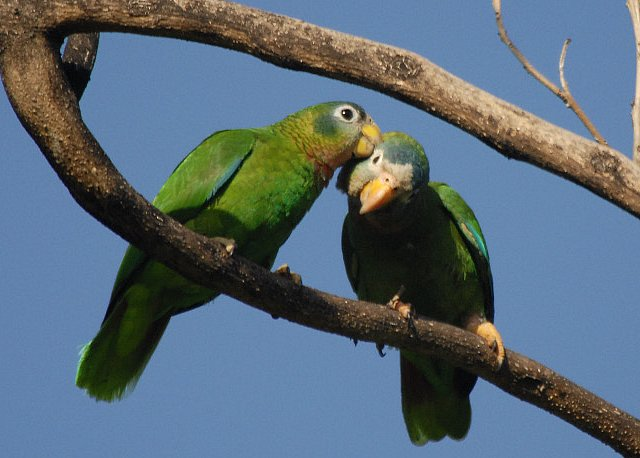
Pár amazoňanů jamajských ve volné přírodě

Druh amazoňan jamajský poprvé popsal Carl Linné v jeho publikaci Systema Naturae v roce 1758 pod latinským názvem Psittacus collarius. Popsaný vzorek pocházel z Jamajky a je pravděpodobné, že v té době se amazoňané jamajští vyskytovali i v kontinentální Jižní Americe. Tento druh netvoří žádné poddruhy.
Nejbližšími příbuznými tohoto druhu je amazoňan kubánský (Amazona leucocephala) a amazoňan haitský (Amazona ventralis). Někteří biologové dokonce tyto druhy slučují v jeden, oficiálně se ale jedná o tři různé druhy.
Rodové jméno je odvozeno z francouzského slova Amazone, které označuje různé druhy tropických amerických papoušků. Druhové jméno pochází z latinského slova collarium a může znamenat „límec“, „krček“.

## Popis
Tito papoušci mají na délku až 28 cm. Pohlavní dimorfismus je nevýrazný nebo téměř žádný. Jejich peří je většinou zelené, hrdlo a krk jsou růžové. Na koncích zelených křídel se ve výjimkách může vyskytnout i několik modrých per. Oblast kolem očí a ozobí jsou bílé. Samotné oko je kulaté, velké a celočerné. Okraje peří na krku mohou být tmavé až černé. Peří na ocase je většinou zelené, místo je i několik tmavě červených per. Zobák žlutý a nohy světle růžové. Mladí jedinci jsou podobní dospělým, ale horní část zobáků může být šedá.

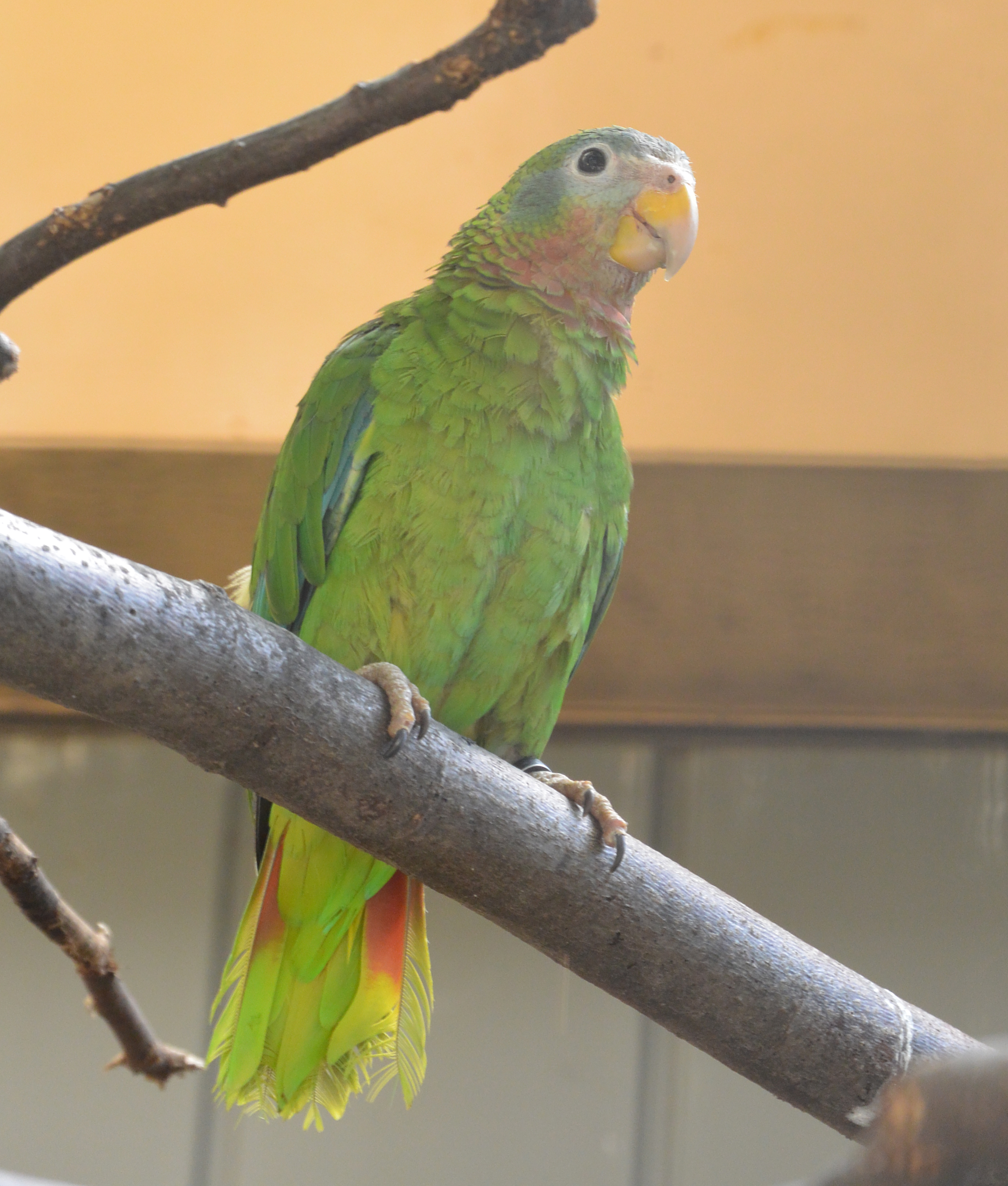
Amazoňan jamajský v zoo ve Vídni

## Rozšíření a biotop
Amazoňan jamajský se vyskytuje především ve vlhkých místech Jamajky. Nejpočetnější populace najdeme na Cockpit Country, u Mount Diablo a také u John Crow Mountains. Dávají přednost vlhkým lesům na vápencovité zemi nebo na svazích o nadmořské výšce až 1200 m. Normálně nelétají na velké dálky, ale v případě hledání potravy jsou schopni uletět i velké dálky až na plantáže.

## Potrava
Amazoňani jamajští se živí ovocem, semeny, květy, pupeny a listy rostlin, obzvláště oblíbenými rostlinami jsou jarumy, fíkovníky, anony, citroníky a ostružiníky. Mimo jiné se živí i plody, které jsou pěstovány na plantážích a nejsou včas sklizeny.

## Hnízdění
Období hnízdění probíhá od března do srpna a amazoňané jamajští si stavějí hnízda v dutinách stromů nebo skalních štěrbinách. Obzvláště často je můžeme vidět ve stromových dutinách vytvořených místními druhy datlů. Do dutiny samice naklade 3 až 4 vejce, která inkubuje po dobu 24–25 dní. Deset týdnů po vylíhnutí již mláďata vypadají jako dospělí.

## Stav ohrožení
Na konci 20. století se rozsah amazoňanů jamajských značně snížil. V současné době se jejich populace odhaduje na 5–8 000 chovných párů. Celkový počet jedinců je asi 10–19 tisíc, z nichž dospělí tvoří 6–15 tisíc. Populace ptáků klesá hlavně kvůli ztrátě vhodného přirozeného prostředí, především pak kácení stromů.
IUCN klasifikovala tento druh jako druh zranitelný (VU). Od té doby se jedná o chránění druh, jehož vývoz z přirozeného prostředí jinam je zakázaný a trestný.

## Chov v zoo
Amazoňan jamajský je v Evropě chován jen v sedmi zoo. V rámci Evropské asociace zoologických zahrad a akvárií (EAZA) se pak ještě jedná o Loro Parque na Tenerife, které fyzicko-geograficky patří k Africe (byť administrativně spadá pod Španělsko). V Česku chovaly tento druh na počátku roku 2018 tři zoo, což je nejvíce v Evropě. Jedná se o tyto zoologické zahrady:
- Papouščí zoologická zahrada Bošovice[3]
- Zoo Ostrava
- Zoo Praha

Na Slovensku tento druh nechová žádná zoo. Úspěšně odchovávat se tyto amazoňany daří jen v Zoo Praha (2008: prvoodchov ve světových zoo), zmíněném areálu Loro Parque a v roce 2015 se povedl odchov v německém Tierparku Berlin. Evropskou plemennou knihu vede Zoo Praha.

### Chov v Zoo Praha
Zoo Praha chová tento druh od roku 2005, kdy byli zabaveni tři jedinci pocházející z nelegálního obchodu a transportu s nimi. Od té doby, resp. od roku 2008, kdy se začali úspěšně množit, se podařilo odchovat přes čtyři desítky mláďat. To je nejvíce ze světových zoo. Na počátku roku 2018 byli chováni dva samci a jedna samice. Stejný početní stav byl i na konci roku 2018. V červnu 2019 byly přivezeny tři samice z vídeňské Tiergarten Schönbrunn. V únoru 2020 byl dovezen pár od soukromého chovatele.
Od 28. září 2019 je tento druh k vidění v novém Rákosově pavilonu pro exotické ptáky v dolní části zoo – jde o klíčový druh expozice Jamajka. 
Zoo Praha pro své úspěchy vedla Evropskou plemennou knihu (ESB), která byla překlasifikována na monitoring chovu v rámci Evropské asociace zoologických zahrad a akvárií (EAZA). 

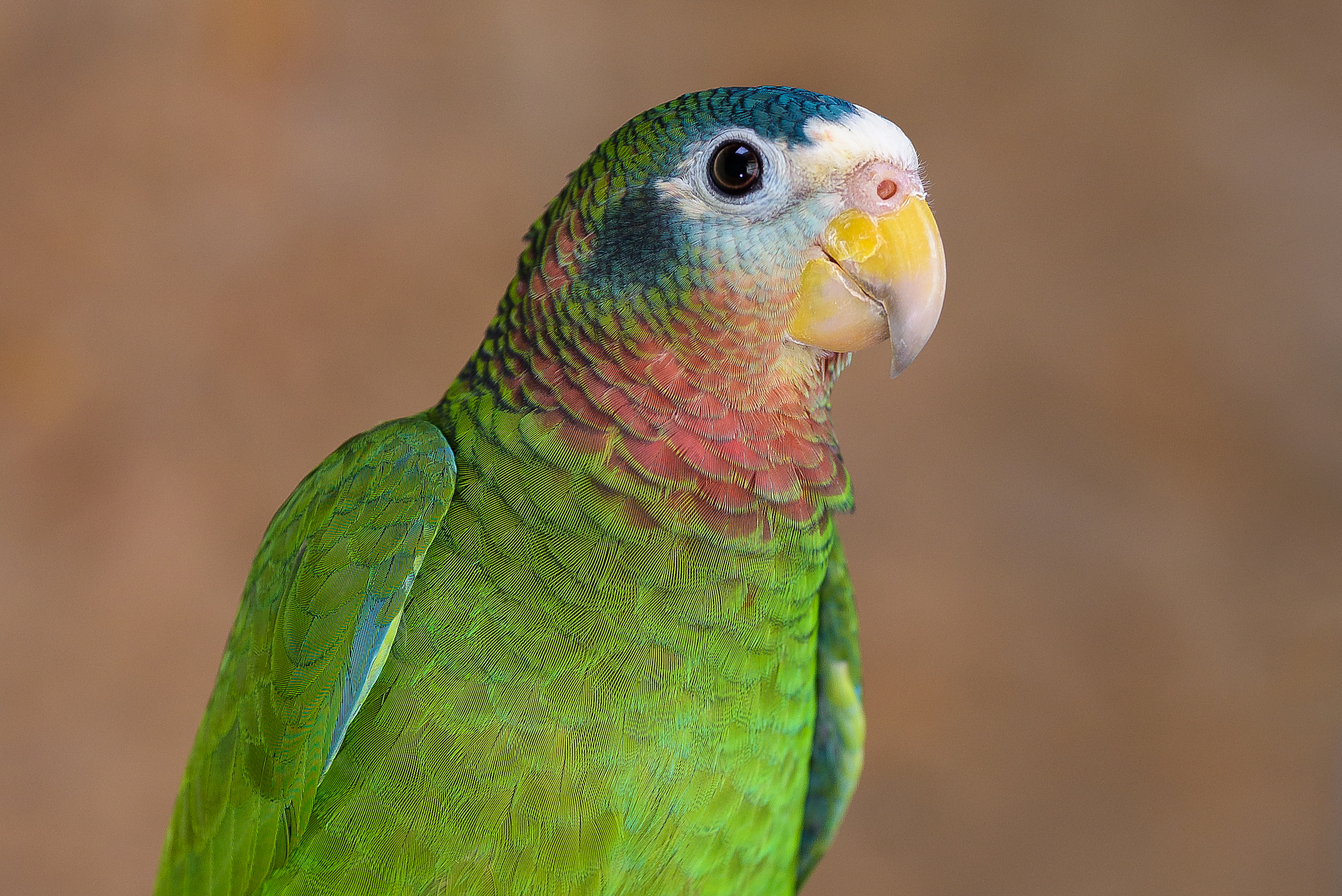
Amazoňan jamajský v Zoo Praha
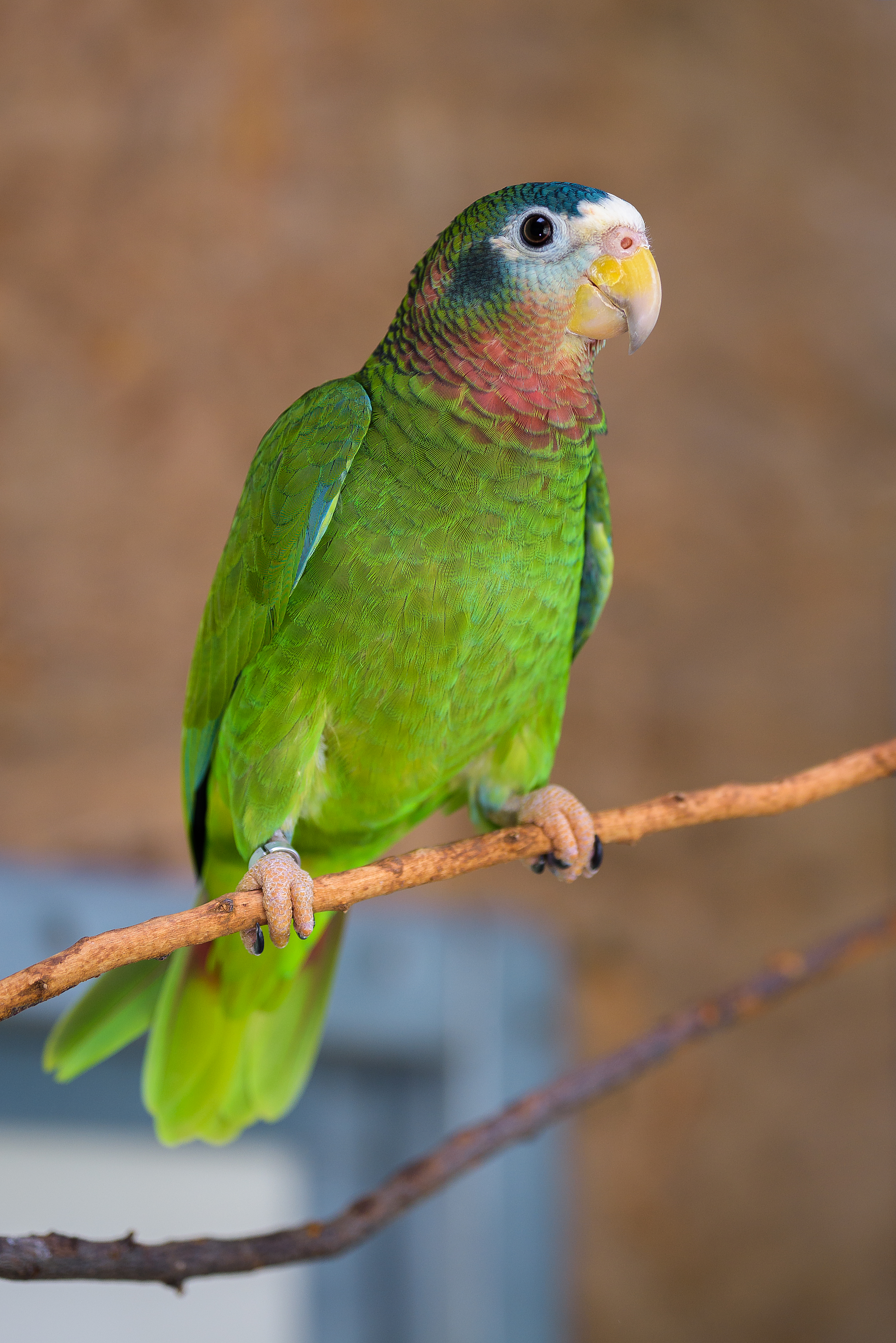
Amazoňan jamajský v Zoo Praha